# Lufkin (Texas)
Lufkin ist eine Stadt im Angelina County im US-Bundesstaat Texas und Verwaltungssitz des Countys. Die Stadt hat eine Fläche von 69,5 km². Das U.S. Census Bureau hat bei der Volkszählung 2020 eine Einwohnerzahl von 34.143 ermittelt.

## Geschichte
Die Stadt wurde 1882 gegründet und ist nach Abraham P. Lufkin, ein Baumwollkaufmann und Stadtrat von Galveston, benannt. Lufkin war der Vater von Paul Bremond, Präsident der Ost und West Texas Railway, die die Stadt angebunden hat. Teile aus der Space-Shuttle-Columbia-Katastrophe fielen am 1. Februar 2003 auf Lufkin.

## Klima
- Im Durchschnitt ist der wärmste Monat August.
- Die höchste gemessene Temperatur betrug 43 °C im Jahr 1909.
- Im Durchschnitt ist der kühlste Monat Januar.
- Die niedrigste gemessene Temperatur betrug −19 °C im Jahr 1930.
- Die maximalen durchschnittlichen Niederschläge fallen im Mai.

## Demografische Daten
Nach einer Erhebung von 2009 gab es 34.594 Menschen, 14.399 Haushalte und 8.364 Familien in der Stadt. Die Bevölkerungsdichte beträgt 499,9 E/km2. Es gab 14.399 Wohnobjekte.

65,2 % der Bevölkerung sind Weiße, 25,1 % Afroamerikaner, 0,4 % Native Americans, 1,1 % Asiaten, 7,1 % aus anderen Ethnien und 1,2 % stammten von zwei oder mehr Ethnien ab. Es gab 14.399 Haushalte, von denen 32,9 % Kinder unter dem Alter von 18 Jahren haben. 49,4 % der Bürger sind als Ehepaar zusammen lebend, 31,7 % der verheirateten besitzen keine Kinder. 27,9 % aller Haushalte bestanden aus Einzelpersonen und in 11,9 % lebten Menschen, die 65 Jahre oder älter sind. Die durchschnittliche Haushaltsgröße betrug 2,58 und die durchschnittliche Familiengröße lag bei 3,17 Personen. Das durchschnittliche Haushaltseinkommen liegt bei 37.174 US-Dollar.

## Verkehr
Lufkin liegt am U.S. Highway 59, zukünftig auch an der Interstate 69, was dazu führt, dass Houston und das Rio Grande Valley im Süden mit Nacogdoches und Texarkana verbunden sind.

## Wirtschaft
Lufkin war der Sitz von Lufkin Industries, die Firma produziert und wartet Ölfeld-Ausrüstungen und Antriebstechnik. Nach der Übernahme 2013 durch General Electric wurde der Standort 2015 geschlossen. Das Unternehmen ist u. a. ein führender Anbieter von mit Kreosot behandelten Strommasten. Lufkin ist auch die Heimat der Atkinson Candy Company, dem Erfinder der Chick-O-Stick. Zudem ist Lufkin Sitz der Brookshire Brothers, Inc., eine Kette von Lebensmittelgeschäften in Texas und Louisiana. In Lufkin befindet sich seit Ende 2009 Texas’ erstes Biomasse-Kraftwerk. Betreiber ist Aspen Powerhouse, Inc.
Einige in der Stadt bedeutende Arbeitgeber sind:
- Abitibi-Consolidated (2007 in AbitibiBowater fusioniert), produziert Papier für Zeitungen und Zeitschriften
- Atkinson Candy Company, gegründet und hat seinen Hauptsitz in Lufkin, Hersteller von Chick-O-Stick und anderen Suesswaren
- Brookshire Brothers, einem regionalen Lebensmittel-Unternehmen gegründet und hat seinen Hauptsitz in Lufkin
- Memorial Health System of East Texas, die größte texanische Krankenkasse
- Temple-Inland,  Unternehmen, das Papier, Holz und andere verwandte Produkte erzeugt

## Söhne und Töchter der Stadt
- Jacques Abram (1915–1998), Pianist und Musikpädagoge
- Benny Barnes (* 1951), Footballspieler
- Keke Coutee (* 1997), Footballspieler
- William Delbert Gann (1878–1955), Trader
- Ken Houston (* 1944), Footballspieler und -trainer
- Allan Shivers (1907–1985), Gouverneur von Texas